# 白髯蜂鸟
白髯蜂鸟（学名：Oxypogon lindenii），是雨燕目蜂鸟科的一种鸟类。
白髯蜂鸟体重约4.8克，翼长约71.8毫米，嘴峰长约13.6毫米，喙宽度约1.6毫米，喙厚度约1.6毫米，跗蹠长约5.6毫米，尾长约56.2毫米。白髯蜂鸟在其分布区内为留鸟，其栖息在半开放的灌木丛中，食性为草食性，主要食物来源是植物的花蜜。
白髯蜂鸟分布于委内瑞拉西北部的安第斯山脉（梅里达州和特鲁希略州）。该物种是单型物种，没有亚种分化。